# Linia kolejowa Sangerhausen – Erfurt
Linia kolejowa Sangerhausen – Erfurt – zelektryfikowana, częściowo dwutorowa linia kolejowa w Niemczech, w kraju związkowym Turyngia oraz Saksonia-Anhalt. Stanowi południową część trasy łączącej Erfurt-Magdeburg (-Berlin), będącą najkrótszą trasą regionalną między stolicami Turyngii i Saksonii-Anhalt.